# Origny-Sainte-Benoite
Origny-Sainte-Benoite é uma comuna francesa na região administrativa de Altos da França, no departamento de Aisne. Estende-se por uma área de 23,3 km². Em 2010 a comuna tinha 1 697 habitantes (densidade: 72,8 hab./km²).